# 1920年のAPFA
1920年のAPFAは、APFA（アメリカン・プロフェッショナル・フットボール・アソシエーション、1922年にNFLに改名）の最初のシーズンである。

## 設立経緯
リーグは独立リーグのオハイオリーグやニューヨークリーグでプレーしていたチームによって1920年8月20日に形成された。この日の会合ではリーグの名前はアメリカン・プロフェッショナル・フットボール・カンファレンスと呼ばれていた。二回目の会合は、1920年9月17日にオハイオ州カントンで開催され、チームがさらに追加された（シーズン中にもチームが随時追加された）。この会合から、リーグはアメリカン・プロフェッショナル・フットボール・アソシエーションと呼ばれるようになり、初代会長にはカントン・ブルドッグスのジム・ソープが就任したが、実際は選手としてのプレーに専念した。

## シーズン
リーグの公式スケジュールはなく、試合はそれぞれのチームが企画して開催する形態を採った。様々な形態の試合が行われ、他リーグとも自由に試合をしたため、他リーグとの勝敗を含めたリーグの正確な勝敗表は残っていない。リーグ内で不敗だったアクロン・プロズが、APFAチャンピオンに送られる優勝カップの初代チャンピオンとして記載されている。

## 順位表
| アクロン・プロズ                   | 8  | 0 | 3 | 1.000 | 6–0–3 | 151 | 7   |
| ディケーター・ステイリーズ         | 10 | 1 | 2 | .909  | 5–1–2 | 164 | 21  |
| バッファロー・オールアメリカンズ   | 9  | 1 | 1 | .900  | 4–1–1 | 258 | 32  |
| シカゴ・カージナルス               | 6  | 2 | 2 | .750  | 3–2–2 | 101 | 29  |
| ロックアイランド・インデペンデンツ | 6  | 2 | 2 | .750  | 4–2–1 | 201 | 49  |
| デイトン・トライアングルス         | 5  | 2 | 2 | .714  | 4–2–2 | 150 | 54  |
| ロチェスター・ジェファーソンズ     | 6  | 3 | 2 | .667  | 0–1   | 156 | 57  |
| カントン・ブルドッグス             | 7  | 4 | 2 | .636  | 4–3–1 | 208 | 57  |
| デトロイト・ヘラロズ               | 2  | 3 | 3 | .400  | 1–3   | 53  | 82  |
| クリーブランド・タイガース         | 2  | 4 | 2 | .333  | 1–4–2 | 28  | 46  |
| シカゴ・タイガース                 | 2  | 5 | 1 | .286  | 1–5–1 | 49  | 63  |
| ハモンド・プロズ                   | 2  | 5 | 0 | .286  | 0–3   | 41  | 154 |
| コロンバス・パンハンドルス         | 2  | 6 | 2 | .250  | 0–4   | 41  | 121 |
| マンシー・フライヤーズ             | 0  | 1 | 0 | .000  | 0–1   | 0   | 45  |